# 김병조 (1877년)

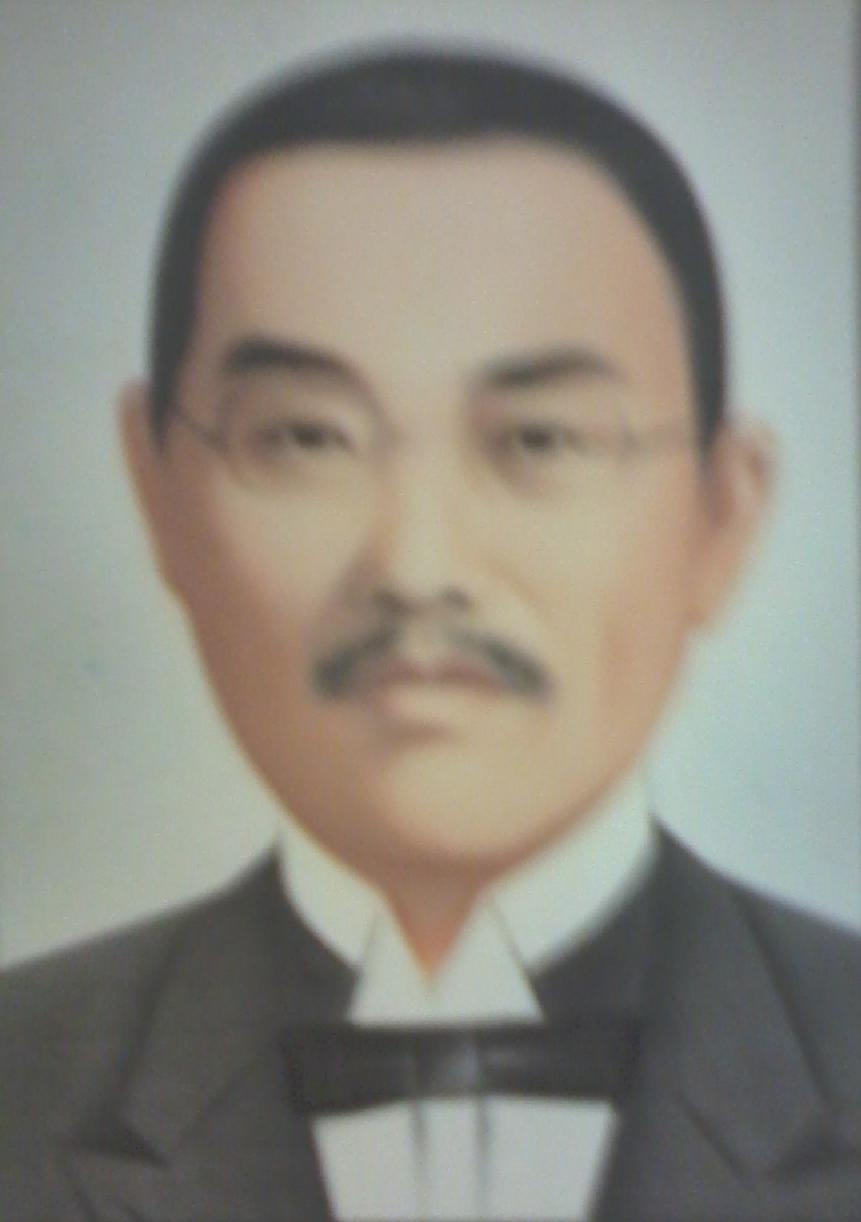
김병조 목사

김병조(金秉祚, 1877년 1월 10일 ~ 1952년)는 일제강점기의 목회자, 독립운동가이며, 한국의 장로교 목사이다. 3·1 만세 운동 당시 민족 대표 33인의 한사람이며, 6.25 전쟁 중 공산군의 손에 피살되었다. 평안북도 출신으로, 아호는 일재(一齋).

## 생애

### 생애 초기
평안북도 정주군 출생으로, 한학을 익혀 서당 훈장을 하던 중 계몽 운동의 필요성을 절감하고 1903년 근대식 초등학교인 변산학교를 설립했다. 1909년 개신교에 입교했으며, 1917년에는 조선예수교장로회신학교를 졸업하여 개신교 목사가 되었다.

### 3.1 만세 운동과 임시정부
1919년 2월에 유여대 등 장로교 인사들과 함께 선천의 양전백목사 사택을 방문하여 이승훈을 만났고, 이 자리에서 3·1 운동 거사 계획을 듣게 되었다. 이미 경성부에서 천도교 지도자들과 연대에 합의하고 돌아온 이승훈의 권유로, 김병조와 유여대, 이명룡과 양전백은 그 자리에서 민족대표 33인으로 운동에 참가하기로 결정했다. 그는 도장을 이명룡에게 맡기고 당일 태화관에서 열린 기미독립선언서 낭독 모임에는 참가하지 않았으며, 평북 지역의 만세 운동을 조직했다.
이후 33인 중 유일하게 체포되지 않고 상하이로 망명을 떠나 대한민국 임시정부에 합류했고, 임시의정원의 평안도 지역구 대표와 선전위원회 이사(1920년) 등을 지냈다. 임시정부 사료편찬위원으로도 근무한 그는 독립운동 자료의 수집과 편찬에 관심을 두고 1924년 《대동역사》, 《독립혈사》를 발간했다.

### 만주 활동과 귀국
1923년부터는 상하이를 떠나서 만주 서간도 지역으로 이동하여 무장 조직인 광복회를 조직했으나 실패했다. 이후 만주에서 목회 활동을 하다가, 1933년 귀국했다. 이후 신사참배 강요 때문에 공식 활동을 접고 정주의 묘두산 기슭에서 은둔 생활을 하던 중 광복을 맞게 된다.

### 광복 이후
광복 직후에는 조만식의 조선민주당에 참가했으나 반공 인사였기에 소군정과 마찰을 빚었다. 이후 월남하라는 주변의 권고를 거부하고 반공주의 청년들을 모아 남한의 이승만, 김구와 연락하는 한편 반소련 무장 비밀 결사를 조직했다가 1946년 12월 24일 겨울 체포되었다. 소련군에 의해 시베리아의 강제노동수용소로 보내졌다가 52년 봄에 그곳에서 총살당한 것으로 알려져 있다.

## 사후
- 대한민국 정부는 그의 공헌을 기려 1990년 건국훈장 대통령장을 추서하였다.
- 그에 대한 저술로는 《일재 김병조의 민족운동》[2] 이 있으며, 차남이며 목사인 김행식이 《일재 김병조 평전》[3]을 펴냈다.

## 저서
- 1924년 《대동역사》, 《독립혈사》를 발간했다.
- 한국독립운동사략(상편) - 독립기념관 소장, 대한민국 등록문화재 제757호

## 가족 관계
- 장 남: 김행범
- 차 남: 김행식. 감리교 목사
- 손 자: 김 철 목사. 감리교 목사로 금란교회에서 파송하여 에콰도르에서 사역하다가 멕시코에서 무역사업을 하고 아내를 만나 미국으로 떠났고 10년 정도 살다가 한국으로 돌아왔다.
- 증손녀: 김진주
- 증손자: 김삼일. 김철 목사가 3.1운동 역사를 잊지 않기 위해 아들을 삼일로 이름을 지었고 김삼일군은 광복절 8월 15일에 태어났다.

## 같이 보기
| - 3.1 만세 운동 - 2.8 독립 선언 - 김석창 - 김예진 - 주기철 - 윤치호 - 신석구 - 조만식 | - 대한민국 임시 정부 - 김규식 - 김석창 - 우덕순 - 안병욱 - 조도선 - 조병옥 - 독립유공자로 대통령장을 수여받은 사람 |

## 참고자료
- 대한민국 국가보훈처, 이 달의 독립 운동가 상세자료 - 김병조, 2000년[깨진 링크]
- 《씨앤앤아이》 (2006.1.9) 순교자 열전 - 김병조 목사